# Anisodes cedens
Anisodes cedens là một loài bướm đêm trong họ Geometridae.